# Владимир (Маштанов)
Епископ Владимир (в миру Василий Валентинович Маштанов; род. 17 января 1965, Гай, Оренбургская область) — архиерей Русской православной церкви, епископ Шадринский и Далматовский.

## Биография
Василий Валентинович Маштанов родился 17 января 1965 года в городе Гай Гайского района Оренбургской области, ныне город — административный центр Гайского городского округа той же области. Крещен во младенчестве. Родной брат протоиереев Сергия (род. 17 мая 1963), Александра (род. 30 августа 1968) и Евгения (род. 27 декабря 1966) Маштановых. 
В 1974 года с семьей переехал в Новочеркасск Ростовской области. В 1982 году окончил среднюю школу в Новочеркасске и поступил в Новочеркасский политехнический институт. В 1983—1985 гг. проходил службу в рядах Вооружённых сил СССР. После окончания срочной службы продолжил обучение в институте. Окончил три курса С 1989 года нес различные послушания при Покровском храме г. Новочеркасска. Вступил в брак. Двое детей.
Во диакона был рукоположен 28 ноября 1991 года в городе Луганске епископом Луганским и Старобельским Иоанникием (Кобзевым). 1 декабря 1991 года была совершена иерейская хиротония тем же епископом и там же.
В 1991—1993 годах служил в Покровском приходе города Антрацит Луганской области.
В 1993—2009 годах служил настоятелем прихода Рождества Пресвятой Богородицы станицы Тацинская Ростовской области.
В 1994 году заочно окончил Московскую духовную семинарию.
В апреле 1998 года возведён в сан протоиерея.
С мая 2009 года служил настоятелем храма в честь Державной иконы Божией Матери города Белая Калитва Ростовской области и является благочинным Белокалитвинского благочиния Волгодонской епархии. В марте 2014 года овдовел.
В 2011 году заочно окончил Кишинёвскую духовную академию.
В марте 2014 года овдовел.

### Архиерейство
5 мая 2015 года решением Священного Синода протоиерей Василий Маштанов был избран епископом Шадринским и Далматовским.
9 мая 2015 года, в кафедральном соборе Рождества Христова города Волгодонска, епископ Волгодонский и Сальский Корнилий (Синяев) совершил монашеский постриг протоиерея Василия Маштанова с новым именем Владимир.
10 мая 2015 года, за богослужением в храме Рождества Пресвятой Богородицы города Морозовска, епископ Волгодонский и Сальский Корнилий (Синяев) возвёл в сан архимандрита иеромонаха Владимира (Маштанова).
17 июня 2015 года в домовом храме Всех святых, в земле Русской просиявших, Патриаршей и Синодальной резиденции в Даниловом монастыре в Москве состоялось наречение архимандрита Владимира (Маштанова) во епископа Шадринского и Далматовского.
11 июля 2015 года в верхнем храме Спасо-Преображенского собора Валаамском монастыре совершена хиротония архимандрита Владимира (Маштанова) во епископа Шадринского и Далматовского. Хиротонию совершили: Патриарх Московский и всея Руси Кирилл, митрополит Санкт-Петербургский и Ладожский Варсонофий (Судаков), митрополит Петрозаводский и Карельский Константин (Горянов), митрополит Курганский и Белозерский Иосиф (Балабанов), архиепископ Сергиево-Посадский Феогност (Гузиков), епископ Троицкий Панкратий (Жердев), епископ Солнечногорский Сергий (Чашин), епископ Волгодонский и Сальский Корнилий (Синяев), епископ Костомукшский и Кемский Игнатий (Тарасов)
24 июля 2015 года ступил в должность. Его пришли поздравить многие священнослужители и официальные лица города и района: глава города Шадринска Людмила Николаевна Новикова, глава Шадринского района Владимир Валерьевич Осокин.
24 декабря 2015 года утверждён в должности священноархимандрита Успенского Далматовского мужского монастыря.

## Награды
- Почётная грамота Курганской областной Думы, 26 декабря 2023 года[17], вручение 28 февраля 2024 года[18]
- Медаль преподобного Сергия Радонежского I степени, 2000 год.
- Архиерейская грамота архиепископа Ростовского и Новочеркасского, 1999 год.
- Наперсный крест с украшением, 2012 год
- Палица, 12 апреля 2006 года
- Наперсный крест, 1992 год